# Larry Carlton
Pour les articles homonymes, voir Carlton.
Larry Carlton est un guitariste de jazz-rock, de smooth jazz et de blues américain né le 2 mars 1948 à Torrance, en Californie. Parallèlement à sa carrière solo, il joue sur les albums de nombreux groupes, et est même membre de certains d'entre eux. Ce musicien a été récompensé au cours de sa carrière de 3 Grammy Awards dont un pour le thème de la série Capitaine Furillo (1981).

## Biographie
Carlton a commencé à apprendre la guitare à l'âge de 6 ans. Son jeu est influencé par celui de Joe Pass, Wes Montgomery, Barney Kessel et B.B. King.
Durant les années 1970, Carlton a été un musicien de studio très demandé sur Los Angeles, apparaissant sur jusqu'à 500 albums par an, dont ceux de Steely Dan, Joni Mitchell, Billy Joel, Michael Jackson et Quincy Jones. Sa participation sur l'album The Royal Scam (1976) de Steely Dan marque les esprits, notamment celle sur le titre "Kid Charlemagne" qui est classée 3e dans la liste des meilleurs solos de guitare jamais enregistrés sur un disque établie par le magazine américain Rolling Stone. De 1971 à 1976, il est membre des Crusaders et en 1997, il remplace Lee Ritenour au sein du supergroupe de smooth jazz Fourplay, qu'il quittera en 2010. Cette même année, il sort en juin un album intitulé Take your pick en collaboration avec le guitariste Tak Matsumoto, leader du célèbre groupe japonais B'z suivi d'un DVD de leur performance au festival jazz Blue Note de Tokyo en septembre. Take your pick a remporté le Grammy Awards 2011 dans la catégorie Meilleur Album Pop Instrumental. En 1973, il participe au groupe L.A. Express.

## Instruments notables
Larry Carlton utilise principalement une Gibson ES-335 de 1969. La célèbre marque de guitares Gibson a créé un modèle à l'effigie de Larry Carlton nommé Mr. 335, le surnom du musicien. Il utilise aussi comme son ami Steve Lukather des guitares électriques d’un luthier de Los Angeles de la marque Valley Art’s en Telecaster dont un modèle signature et des Stratocaster.
Il est aussi connu pour son utilisation d'amplificateurs Dumble.

## Discographie
- With A Little Help 1968 Uni
- Singing / Playing 1973 Blue Thumb
- Larry Carlton 1978 Warner Bros. Records
- MR.335 Live In Japan (import japonais) 1977
- Strikes Twice 1980 Warner Bros. Records
- Sleepwalk 1982 Warner Bros. Records
- Eight Times Up 1982 Warner Bros. Records
- Friends 1983 MCA
- Alone / But Never Alone 1985 MCA
- Last Nite 1986 MCA
- Discovery 1987 MCA
- On Solid Ground 1989 MCA
- Christmas At My House 1989 MCA
- Collection 1990 GRP
- The Best Of Mr.335 1992 Warner Bros. Records
- Kid Gloves 1992 GRP
- Renegade Gentleman GRP 1993
- Larry & Lee 1995 GRP
- The Gift 1996 GRP
- Collection Vol.2 1997 GRP
- Fingerprints 2000 Warner Bros. Records
- No Substitution 2001 Favored Nations
- Deep Into It 2001 Warner Bros. Records
- Sapphire Blue 2003 JVC Music
- The Very Best of Larry Carlton 2005 GRP
- Firewire 2005 Bluebird
- Live In Tokyo" (avec Robben Ford) 2007 335 Records
- The Jazz King 2007 Sony BMG Music Entertainment
- The Jazz King 2008 Sony/BMG
- Take your pick 2010 335 Records
- Greatest Hits Rerecorded Vol.1 2010 335 Records
- Larry Carlton Plays The Sound Of Philadelphia 2011 335 Records
- The Paris Concert 2012 335 Records
- Four Hands & A Heart, Vol.1 (Compilation) 2012 335 Records